# Геологія Франції
Фра́нція (фр. La France, République Française) — держава на заході Європи, що межує з 5 державами, на півдні омивається Середземним морем, на заході — Атлантичним океаном.

## Геологія країни

Тектонічна карта Південної Європи і Близького Сходу, що показує тектонічні структури західного альпійського гірського пояса.

Геологічна мапа країни

Більша частина території Франції підстилається континентальною корою, консолідованою в кінці палеозою, в герцинську тектонічну еру. Винятками є Французькі Альпи і Піренеї. Палеозойський фундамент епігерцинської платформи виступає на поверхню в Арморіканському і Центральному Французькому масивах, в Арденнах, Вогезах, на Чорній горі (Монтань-Нуар) на півдні Центрального масиву і в осьовій зоні Піренеїв.
Основну частину фундаменту складають товщі нижнього і середнього палеозою, майже не метаморфізовані, але надзвичайно інтенсивно дислоковані і прорвані численними інтрузіями гранітоїдів. Складені різними осадовими гірними породами — глинистими сланцями, пісковиками, вапняками, а також вулканічними породами. Деформація цих відкладів почалася в середньому девоні і закінчилася до середини карбону — ранньої пермі.
У середньому карбоні майже на всій території Франції, включаючи Альпи і Піренеї, виник гірський рельєф. Через крайній північний схід країни (департаменти Нор і Па-де-Кале) тягнеться передгірський прогин, який складає частину Вугільного каналу Європи; він заповнений паралічною промисловою вугленосною формацією середнього карбону (вестфал), дислокованою перед пізнім карбоном, і червонокольоровою уламковою формацією верхнього карбону (стефан) — низів пермі (отен). Міжгірські прогини та ґрабени відомі в Центральному масиві, в Альпах і в основі Паризького басейну. З верхів нижньої пермі починається осадовий чохол епігерцинської платформи. Він виконує дві великі западини — Паризький і Аквітанський басейни (синеклізи), що сполучаються «протокою Пуату», яка розділяє Арморіканський і Центральний масиви — виступи фундаменту.

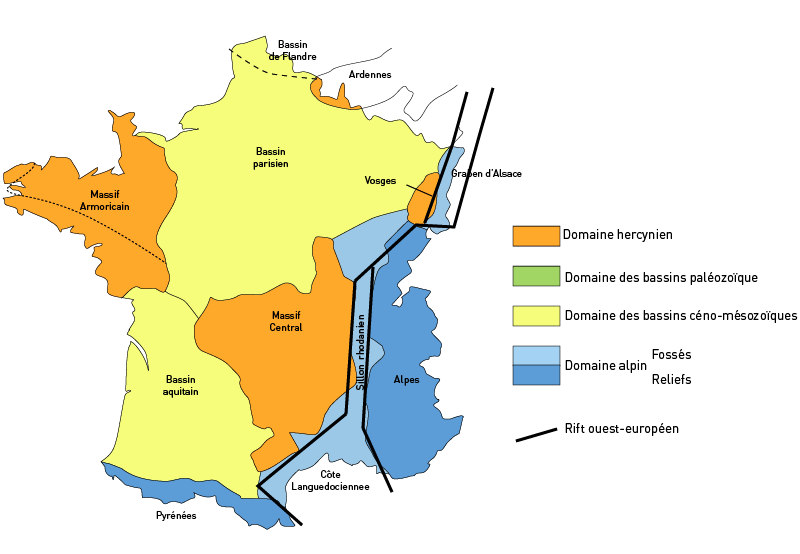
Геологічні регіони Франції

Паризький басейн має простішу будовою, а південна частина Аквітанського басейну ускладнена соляною тектонікою, пов'язаною з розвитком соленосної товщі у верхньому тріасі. Юрські крейдові, нижньопалеогенові утворення — мілководні морські відклади (пісковики, глини, вапняки). З олігоцену починається загальна регресія, і морські осади в Паризькому басейні змінюються континентальними; в Аквітанському басейні морський режим зберігається до міоцену включно. Альпи в тріасі ще являли частину епігерцинської платформи, а на початку юри тут відбувалося рифтоутворення, виник басейн з океанічною корою — частина Тетісу; релікти його кори представлені офіолітами Пеннінської зони — внутрішньої зони Альп. На офіолітах залягає товща «блискучих сланців» нижньої крейди і фліша верхньої крейди — палеогену. Зовнішні зони Альп належали підводній околиці Європейського континенту. На герцинському фундаменті, який виступає у зовнішніх кристалічних масивах, залягають лагунні осади тріасу і мілководно-морські юри, крейди та нижнього палеогену.
Деформації Альп тривали з кінця еоцену до пізнього міоцену. Вони були викликані зіткненням Адріатичного мікроконтиненту (Апулія) з континентом Євразії і призвели до утворення виключно складної покривно-насувної структури з системою шар'яжів. У олігоцені-міоцені між Альпами і Центральним масивом простяглася меридіональна система рифтових ґрабенів Сони і Рони, що відкривається в Середземне море; вона складає ланку більшої Західно-Європейської рифтової системи, що включає також Рейнський ґрабен і тягнеться з Північного моря в Середземне.
Піренеї сполучаються з Альпами через широтні складчасті структури Провансу і Ліонської затоки. Вони також виникли на герцинському фундаменті. Платформний розвиток тут продовжувався майже до кінця ранньої крейди (альб), після чого по обидва боки герцинської осі на потоншеній континентальній корі виникли відносно глибоководні прогини з накопиченням потужної товщі фліша верхньої крейди — нижнього палеогену. У кінці еоцену ці товщі зазнали інтенсивної складчастості і насувоутронення. У пліоцені майже вся територія Франції стала сушею. У Центральному масиві спостерігалася вулканічна активність.